# Alessandro Palmerini
Alessandro Palmerini (L'Aquila, 18 febbraio 1977) è un tecnico del suono italiano, vincitore di un David di Donatello per il miglior suono, di un Nastro d'argento al migliore sonoro in presa diretta e due Ciak d'oro per il migliore sonoro in presa diretta.

## Biografia
Formatosi presso l'Accademia dell'Immagine della sua città natale, si diploma nel 2002 e ne diventa docente. Successivamente lascia l'insegnamento e si avvicina all'industria cinematografica, con il suo primo lavoro nel 2006.

## Filmografia
- L'eredità di Caino, regia di Luca Acito e Sebastiano Montresor (2006)
- La stella che non c'è, regia di Gianni Amelio (2006)
- L'aria salata, regia di Alessandro Angelini (2006)
- La ragazza del lago, regia di Andrea Molaioli (2007)
- La passione, regia di Carlo Mazzacurati (2010)
- Un giorno speciale, regia di Francesca Comencini (2012)
- Diaz - Don't Clean Up This Blood, regia di Daniele Vicari (2012)
- Io e te, regia di Bernardo Bertolucci (2012)
- L'ultima ruota del carro, regia di Giovanni Veronesi (2013)
- Sole cuore amore, regia di Daniele Vicari (2016)
- Capri-Revolution, regia di Mario Martone (2018)
- Vivere, regia di Francesca Archibugi (2019)

## Premi e riconoscimenti
- David di Donatello
  - 2013 - Miglior suono per Diaz - Don't Clean Up This Blood[1]
- Nastro d'argento
  - 2012 - Miglior sonoro per Diaz - Don't Clean Up This Blood[2]
- Ciak d'oro
  - 2008 - Miglior sonoro per La ragazza del lago[3]
  - 2012 - Miglior sonoro per Diaz - Don't Clean Up This Blood[4]